# Radko Dimitriev
Radko Dimitriev (en búlgaro: Радко Димитриев; Gradets, Bulgaria; 24 de septiembre de 1859 - Pyatigorsk, Imperio ruso; 18 de octubre de 1918) fue un general búlgaro, jefe de Estado Mayor del Ejército búlgaro desde el 1 de enero de 1904 hasta el 28 de marzo de 1907, así como general del Ejército Imperial Ruso durante la Primera Guerra Mundial.

## Biografía
Nació en la localidad de Gradets, en la provincia de Sliven, y fue criado por su abuela en Kotel. Posteriormente estudió en el Gimnasio Aprilov de Gabrovo y participó en la organización de la sublevación de abril de 1876.
Durante la guerra ruso-turca (1877-1878), fue traductor en la 2.ª División de Guardias del Ejército ruso. En 1879 se graduó en la escuela militar de Sofía. En 1881, fue ascendido a teniente y en 1884, a capitán, tras graduarse en la Academia de San Petersburgo. Como capitán fue uno de los oficiales prorrusos involucrados en el complot para secuestrar al príncipe Alejandro de Battenberg y forzarlo a abdicar en 1896, hecho que hizo que el primer ministro Stefan Stambolov lo enviase al exilio. Sirvió entonces en el Ejército ruso durante diez años; regresó a Bulgaria tras la caída de Stambolov.
Durante la guerra serbo-búlgara de 1885, Dimitriev fue uno de los comandantes de los Cuerpos Occidentales y participó en la exitosa batalla de Pirot. Después de la guerra, tomó parte en un infructuoso golpe de Estado, emigró a Rumanía y entró a formar parte del Club de Oficiales Emigrantes. Posteriormente se trasladó a Rusia.

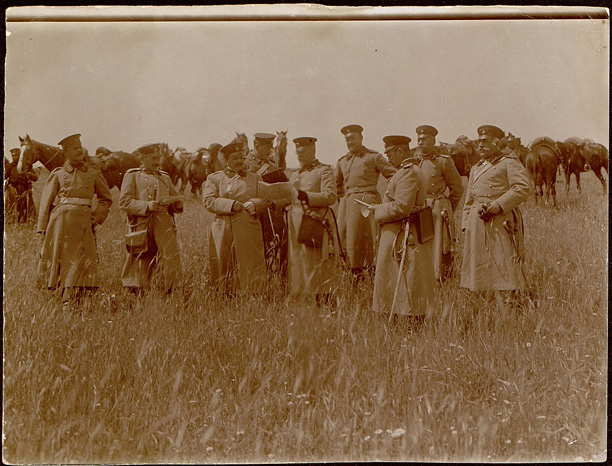
Radko Dimitriev junto a Konstantin Žostov. Çatalca, 1912.

Regresó a Bulgaria en 1898 y fue nombrado segundo al mando de la 5.ª División de Infantería del Danubio. El 18 de mayo de 1900, fue ascendido a coronel y jefe de Estado Mayor del Ejército búlgaro desde 1904 a 1907. El 2 de agosto de 1912, fue promocionado a teniente general.
Durante la Primera Guerra de los Balcanes (1912-1913) estaba al mando del 3.er Ejército, que derrotó al Ejército otomano en la batalla de Kirk Kilisse y en la de Lule Burgas, en la región de Tracia. Sus fulminantes victorias acabaron el 17 de noviembre de 1912 en Çatalca, en la que fuera la primera derrota en la historia moderna del Ejército búlgaro, que evitó que las tropas búlgaras tomaran la capital otomana, Estambul, que era el sueño del rey Fernando I de Bulgaria.
Durante la segunda guerra de los Balcanes, en 1913, reemplazó al general Mihail Savov como lugarteniente del comandante en jefe del Ejército. Ese mismo año, al finalizar la contienda, fue enviado como ministro plenipotenciario a San Petersburgo, la capital de Rusia.

## Primera Guerra Mundial
Durante la Primera Guerra Mundial, sirvió en el Ejército ruso como comandante de un cuerpo de ejército. En primavera de 1915, dirigía el 3.er Ejército ruso en Galitzia, oponiéndose a los austriacos en el frente de Gorlice-Tarnów. Su papel consistía en aguantar la línea mientras el 11.º y 12.º Ejércitos rusos en Bucovina retomaban la ofensiva a través de los Cárpatos hacia el interior de Hungría. En abril de 1915, a pesar de ser consciente de que tropas alemanas habían reemplazado a las fuerzas austriacas en la zona de Gorlice, no hizo ningún preparativo para resistir una eventual ofensiva germana o fortificar sus posiciones. Las trincheras de este sector eran muy toscas y en muchas partes no existía una segunda línea de defensa. En el frente de Gorlice, cinco divisiones y media rusas, sesenta mil reclutas mal entrenados, se enfrentaban a diez divisiones alemanas del 11.º Ejército al mando de Mackensen con setecientos cañones, muchos de ellos de calibre pesado. Los rusos disponían sólo de ciento cuarenta piezas de campaña.
El bombardeo concentrado que abrió la ofensiva de Gorlice-Tarnów el 2 de mayo de 1915 desgarró el frente, pero inicialmente, el general Alekséyev, jefe de la Stavka, descartó que se tratara de un ataque de importancia. La Stavka estaba convencida de que el principal ataque alemán llegaría más al norte, y mantuvo su atención en la ofensiva de Bucovina. La Stavka ordenó un contraataque ruso en el puerto de Dokra, el 7 de mayo de 1915, que se convirtió en una carnicería. Como consecuencia, cuando la Stavka autorizó a Dimitriev a retirarse el 10 de mayo, grandes contingentes del 3.er Ejército habían quedado aislados o destruidos. Sólo cuarenta mil hombres de un ejército de doscientos mil alcanzaron el río San. Dimitriev se lamentó de que su ejército había quedado «desangrado»; fue relevado del mando el 2 de junio y reemplazado por el general Lesh.
Sir Bernard Pares, que se encontró con Radko Dmitriev en varias ocasiones mientras cubría el frente oriental, le describía como:

«El general Radko Dmitriev es un hombre bajo y robusto, con ágiles ojos marrones y un perfil que recuerda a Napoleón. Habla rápidamente y por cortos periodos, en ocasiones tamborilea sus dedos sobre la mesa, y cada cierto tiempo hace un gesto para coger las cerillas. La visita diaria del jefe de Estado Mayor es corta, dado que, como el general suele decir, las tareas simples se llevan a cabo con rapidez. Cada fragmento de su incisiva conversación se integra como parte de una única y concisa visión de la posición militar, cuyo lema es 'adelante'.»

Tras un tiempo relegado en el Cáucaso, fue reasignado a finales de 1916 para comandar el 12.º Ejército ruso en el frente de Riga pero, en el verano de 1917, Mijaíl Alekséyev lo destituyó junto a su comandante en jefe en el frente, Ruzski, por «debilidad e indulgencia con los comités de soldados»[cita requerida] que habían surgido por todas partes tras la Revolución de Febrero de 1917. Radko dimitió y se retiró con su familia al complejo de Pyatigorsk en el Cáucaso. Allí fue abatido por soldados bolcheviques, junto a otros cien generales y oficiales, el 18 de octubre de 1918.